# Xã Buena Vista, Quận Bowman, Bắc Dakota
Xã Buena Vista (tiếng Anh: Buena Vista Township) là một xã thuộc quận Bowman, tiểu bang Bắc Dakota, Hoa Kỳ. Năm 2010, dân số của xã này là 21 người.